# Liste der Monuments historiques in Saint-Jean-Brévelay
Die Liste der Monuments historiques in Saint-Jean-Brévelay führt die Monuments historiques in der französischen Gemeinde Saint-Jean-Brévelay auf.

## Liste der Bauwerke
| Bezeichnung         | Beschreibung | Standort           | Kennzeichnung | Schutzstatus | Datum | Bild |
| ------------------- | ------------ | ------------------ | ------------- | ------------ | ----- | ---- |
| Kirche St-Jean      |              | (Lage)             | PA00091684    | Inscrit      | 1929  |      |
| Menhir von Moustoir |              | Le Moustoir (Lage) | PA00091685    | Classé       | 1936  |      |

## Liste der Objekte
- Monuments historiques (Objekte) in Saint-Jean-Brévelay in der Base Palissy des französischen Kultusministeriums